# Cementerio de Auteuil
El cementerio de Auteuil (Cimetière d'Auteuil en francés) es uno de los muchos cementerios de París, fundado en 1793, tiene muchas esculturas interesantes y algunas capillas de gran tamaño
Sucedió al antiguo cementerio en 1793, del que tan sólo quedan escasos vestigios como el monumento Aguessau, una placa sobre el muro que data de 1800 y que corresponde de hecho a su inauguración.
Se conectó a la ciudad de París en 1860, cuando la comuna de Auteuil fue absorbida.
- Datos: Q2972508
- Multimedia: Cimetière d'Auteuil / Q2972508